# Skarżyn Stary (gromada)
Skarżyn Stary – dawna gromada, czyli najmniejsza jednostka podziału terytorialnego Polskiej Rzeczypospolitej Ludowej w latach 1954–1972.
Gromady, z gromadzkimi radami narodowymi (GRN) jako organami władzy najniższego stopnia na wsi, funkcjonowały od reformy reorganizującej administrację wiejską przeprowadzonej jesienią 1954 do momentu ich zniesienia z dniem 1 stycznia 1973, tym samym wypierając organizację gminną w latach 1954–1972.
Gromadę Skarżyn Stary z siedzibą GRN w Skarżynie Starym (w obecnym brzmieniu Stary Skarżyn) utworzono – jako jedną z 8759 gromad na obszarze Polski – w powiecie ostrowskim w woj. warszawskim, na mocy uchwały nr VI/10/11/54 WRN w Warszawie z dnia 5 października 1954. W skład jednostki weszły obszary dotychczasowych gromad Goski Duże, Goski-Pełki, Grodzisk-Ołdaki, Skarżyn Nowy, Skarżyn Stary, Zaręby-Grzymały, Zaręby-Kramki, Zaręby-Kromki i Zaręby-Krztęki ze zniesionej gminy Warchoły w tymże powiecie i województwie oraz obszar dotychczasowej gromady Brajczewo ze zniesionej gminy Długobórz w powiecie łomżyńskim w woj. białostockim. Dla gromady ustalono 11 członków gromadzkiej rady narodowej.
1 stycznia 1957 gromadę przyłączono do powiatu zambrowskiego w woj. białostockim.
31 grudnia 1959 z gromady Skarżyn Stary wyłączono wieś Ołdaki-Grodzisk, włączając ją do gromady Andrzejewo w powiecie ostrowskim w woj. warszawskim, po czym gromadę Skarżyn Stary zniesiono, włączając jej (pozostały) obszar do nowo utworzonej gromady Tarnowo-Goski w powiecie zambrowskim w woj. białostockim.